# 2009년 상하이 국제 영화제
제12회 상하이 국제 영화제는 2009년 6월 13일에 열린 시상식이다.

## 수상 및 후보

### 심사위원대상
- 쿤덴을 찾아서 - 페마 체덴 수상

### 심사위원상
- 엠파이어 오브 실버 - 크리스티나 야오 수상

### 진주에상 작품상
- 오리지널 - 안토니오 투블렌 외1명 수상

### 진주에상 감독상
- 엔젤스 곤 - 줄리우스 세프치크 수상

### 진주에상 여우주연상
- 아린 마음 - 닐스 맬로스 수상

### 진주에상 남우주연상
- 오리지널 - 스베리르 구드나손 수상

### 진주에상 각본상
- 위 캔 두 댓 - 지울리오 만프레도니아 외1명 수상

### 진주에상 촬영상
- 노웨어 프라미시드 랜드 - 한스 마이어 수상

### 진주에상 음악상
- 영화는 영화다 - 노형우 수상

### 진주에상
- 위 캔 두 댓 - 지울리오 만프레도니아
- 노웨어 프라미시드 랜드 - 엠마뉴엘 핑키엘
- 아린 마음 - 닐스 맬로스
- 오리지널 - 안토니오 투블렌 외1명
- 피스 오브 미 - 크리스토프 롤
- 스몰 크라임 - 크리스토스 게오기우
- 로맨스 - 구엘 아라에스
- 영화는 영화다 - 장훈
- 스플린터스 - 마시에이 피에프르지카
- 카멜레온(영어판) - 크리스티나 고다
- Schemes Of Affection - 도도 피오리
- 엔젤스 곤 - 줄리우스 세프치크
- 쿤덴을 찾아서 - 최재웅
- 슈팅 더 선 - 팔 잭맨
- 더 걸 온 더 트레인 - 앙드레 테시네
- 엠파이어 오브 실버 - 크리스티나 야오

### 아시아신인상
- 연극성 - 모리 에이미
- 프린스 오브 칵파이팅 - 옝 그랜데
- 휴가 - 카도이 하지메
- 어 웬즈데이 - 니라이 판데이
- 소년과 바다 - 람틴 라바피포
- 과속스캔들 - 강형철
- 더 데이스 - 보이 광
- 잘라이누르 - 자오예
- 학교 가는 길 - 펑천

### 아시아신인작품상
- 과속스캔들 - 강형철 수상

### 아시아신인감독상
- 잘라이누르 - 자오예 수상

### 아시아신인심사위원상
- 소년과 바다 - 람틴 라바피포 수상

### 국제학생단편상 독창적 아이디어상
- 코끼리들 - 샐리 피어스 수상

### 국제학생단편상 애니메이션상
- 체리 온 더 케이크 - 혜빈 이 수상

### 국제학생단편상 심사위원특별상
- Secret Tunnel - Xueqin Xi 수상

### 국제학생단편상 작품상
- 어 데이스 워크 - 라지브 다사니 수상

### 국제학생단편상 감독상
- 오드 투 더 파인애플 - 라미르 파노 빌라에스쿠사 수상

### 국제학생단편상
- 어 데이스 워크 - 라지브 다사니
- Broken Faces - Lusion Shiang
- 체리 온 더 케이크 - 혜빈 이
- The Dead Mendoza - Rodrigo Alves de Melo
- 코끼리들 - 샐리 피어스
- Ephemeral - Oscar Orjuela
- Fisherman of the RhineFalls - Leonie R?l
- Insights - Dana Keidar
- Kites - Tomas Vrana
- Letter - Kai Fan
- 더 롱 웨이 홈 - 아나마리아 치오비누
- 더 몰 - 살릴 제이슨 페르난데즈
- 마이 그랜마 - 성 한 차이
- 마이 해피 엔드 - 밀렌 비타노브
- 노프레이지 - 클로린드 두런드
- 오드 투 더 파인애플 - 라미르 파노 빌라에스쿠사
- Orde - Harvan Agustriansyah
- 레인 - 토마스 타이 타케모토-촉
- Secret Tunnel - Xueqin Xi
- ShengRi - Wang Douglas